# Серый кустарниковый крапивник
Серый кустарниковый крапивник (лат. Cantorchilus griseus) — вид птиц из семейства крапивниковых (Troglodytidae). Подвидов не выделяют. Эндемик штата Амазонас (Бразилия).

## Таксономия
Серый кустарниковый крапивник ранее включался в род Thryothorus, но этот род был определен как парафилетический и многие виды, в том числе и Cantorchilus griseus, были переведены в род Cantorchilus. Некоторые авторы предполагают, что этот вид может быть выделен в отдельный род, поскольку он сильно отличается от остальных представителей рода Cantorchilus.

## Описание
Серый кустарниковый крапивник достигает длины 11,5 см. Макушка, затылок, верхняя часть тела и надхвостье свинцово-серые; хвост серый с 3—4 широкими черноватыми полосами. Лицо серое с беловатой надбровной дугой. Горло беловато-серое, грудь серая, а брюхо охристо-серое. Испод крыльев серовато-серый. Радужная оболочка коричневая. Надклювье черноватое, подклювье бледного рогового цвета. Ноги голубовато-серые.
Отличается от других представителей своего рода меньшим размером, более коротким хвостом, серым оперением и отсутствием заметных отметин на лице.
Песня описывается как повторяющаяся фраза из двух или трёх нот «chu-choww» или «chippit, chippit».

## Распространение и места обитания
Серый кустарниковый крапивник является эндемиком юго-запада Бразилии. Обнаружен только на небольшой территории вдоль правого берега реки Жавари и в верховьях рек Журуа и Пурус. Река Жавари протекает по границе с Перу, но вид неизвестен на левом берегу реки. Обитает в местности с густой растительностью, на заросших полянах и в подлеске. Встречается на высоте до 200 м над уровнем моря. Питается насекомыми.